# École internationale de Carthage
L'École internationale de Carthage (arabe : مدرسة قرطاج الدولية) ou International School of Carthage est une école tunisienne privée à vocation internationale. Localisée à Carthage, au nord-est de Tunis, c'est la seconde des deux écoles internationales de Tunisie, la première, l'École internationale de Tunis, étant fondée en 1999. Les deux écoles prodiguent un enseignement similaire aux établissements français à l'étranger.

## Histoire
Elle est fondée en 2007 par Leïla Ben Ali, épouse du président de l'époque, Zine el-Abidine Ben Ali, et par Souha Arafat, veuve de l'ancien leader palestinien Yasser Arafat. Leïla Ben Ali aurait reçu gratuitement, ou pour un dinar symbolique selon Abdelaziz Barrouhi, du gouvernement tunisien le terrain bien situé où est construite l'école. Le gouvernement fait également don de 1,8 million de dinars pour son financement, alors que pour Barrouhi le montant s'élève à trois millions.
À la suite de la révolution de 2011, l'école est, comme les autres biens de la famille Ben Ali, réquisitionnée et placée sous tutelle de l'État qui en confie la gestion au fonds d'investissement El Karama Holding. L'école est finalement rachetée en 2016 par un consortium composé de Meninx Holding (dirigé par Mehdi Tamarziste), SPE Capital Partners (société affiliée à Swicorp et investisseur en capital sur la zone Afrique et Moyen-Orient) et de Holged (groupe spécialisé dans l’enseignement privé au Maroc) pour un montant de 66,6 millions de dinars.

## Enseignement
L'école fournit un enseignement qui va de la maternelle au lycée et qui se conforme au système éducatif français dont elle obtient l'homologation en 2008. L'enseignement est dispensé en français mais intègre également une importante proportion de cours d'anglais et d'arabe. Par ailleurs, il existe des sections internationales dans lesquelles les cours de ces deux langues sont encore renforcés.
Au terme de leur cursus secondaire, les lycéens ont la possibilité de passer l'un de ces trois diplômes :
- le baccalauréat économique et social (baccalauréat ES) ;
- le baccalauréat scientifique (baccalauréat S) ;
- le baccalauréat sciences et technologies du management et de la gestion (baccalauréat STMG).

En septembre 2010, une seconde école est créée : la King School. Cette école, proposant un enseignement majoritairement en anglais et se voulant conforme au système britannique, est hébergée dans l'aile sud de l'ISC. À la suite de la révolution tunisienne, l'école ferme ses portes en juin 2011 en raison des incertitudes sur son statut légal. Cependant, elle rouvre à la rentrée 2011, mais cette fois rattachée juridiquement à l'ISC et en tant que section anglaise de celle-ci avant de se détacher finalement de l'ISC pour s'installer dans d'autres locaux à la rentrée 2012.